# Валенсийский диалект
Валенсийский диалект (кат. valencià), иногда валенсийский язык, валенсийское наречие, — диалект каталанского языка, на котором говорят жители испанского автономного сообщества Валенсия.

## Язык или диалект
В настоящее время Устав автономного сообщества Валенсии называет валенсийский официальным языком сообщества, который регулируется Языковой академией Валенсии. При этом часть языковедов по-прежнему считают валенсийский и каталанский одним языком. В последнем случае существует несколько вариантов названия всего языка и отдельных его частей:
- каталанский язык с несколькими диалектами, одно из которых — валенсийский;
- каталано-валенсийский язык (или каталано-валенсийско-балеарский) с каталанским и валенсийским вариантами;
- единый язык с разными названиями: в Каталонии — каталанский язык, в Валенсии — валенсийский.

Сторонники обособленной классификации валенсийского и каталанского указывают на весьма отличную диалектную основу романских идиомов Каталонии и Валенсии. В первом случае собственно каталанский идиом стал прямым продолжением речи местного романского населения со времён Римской империи и сохранял на протяжении всего средневекового периода тесные связи с классическим провансальским языком. Валенсийский же язык возник относительно недавно (в ходе Реконкисты), когда арабское и мосарабское население региона было подчинено новым социальным и языковым нормам лимузенской знати из-за Пиренеев.
Таким образом, лимузенский диалект окрестностей Тулузы считается исконным очагом валенсийского языка, хотя впоследствии оба идиома приблизились в рамках королевства Арагон к стандарту Барселоны. Впрочем, как до (в силу особенностей географии), так и после роспуска Арагона в 1714 году валенсийский диалект испытал на себе более сильное влияние кастильского (испанского) языка, чем собственно каталанский.

## Говоры
В валенсийском языке выделяют следующие говоры (субдиалекты):
- кастельонский субдиалект;
- центральноваленсийский субдиалект;
- южноваленсийский субдиалект;
- алаканский субдиалект.

Часто к говорам валенсийского диалекта относят валенсийский переходный субдиалект и субдиалект Тарбены и Валь-де-Гальинеры

## Вопросы классификации
Валенсийский диалект вместе с северо-западно-каталанским относится к западнокаталанской группе диалектов, противопоставленной восточнокаталанской, куда входят центральнокаталанский, балеарский и альгерский диалекты.

## Лингвогеография

### Ареал и численность
Распространён преимущественно в Валенсии и в области Эль-Карче в Мурсии.
Согласно исследованию, проведённому правительством Валенсии (Generalitat Valenciana) в июне 2005 года:
- около 94 % населения Валенсии понимает по-валенсийски;
- 78 % — умеет говорить на валенсийском языке;
- около 50 % умеет на нём писать.

Однако в действительности далеко не все валенсийцы активно используют свой язык. Так, согласно другому правительственному исследованию, проведённому на выборке в 6600 человек и опубликованному в октябре 2005 года:
- только 39,5 % говорят по-валенсийски дома,
- 33 % общаются на нём с друзьями;
- лишь 18,8 % используют его в супермаркетах.

Это исследование также выявило тенденцию к резкому снижению даже пассивного владения валенсийским из-за значительного наплыва иммигрантов.

### Социолингвистические сведения
Согласно «Закону об использовании валенсийского и образовании на нём», одобренном в 1982 году, валенсийский — это язык автономного сообщества Валенсия, граждане которого имеют право знать и использовать его, как в устной, так и в письменной форме, в личной жизни и общественных местах.

## Слова валенсийского происхождения
- барак — barraca
- паэлья — paella